# 管制刀具

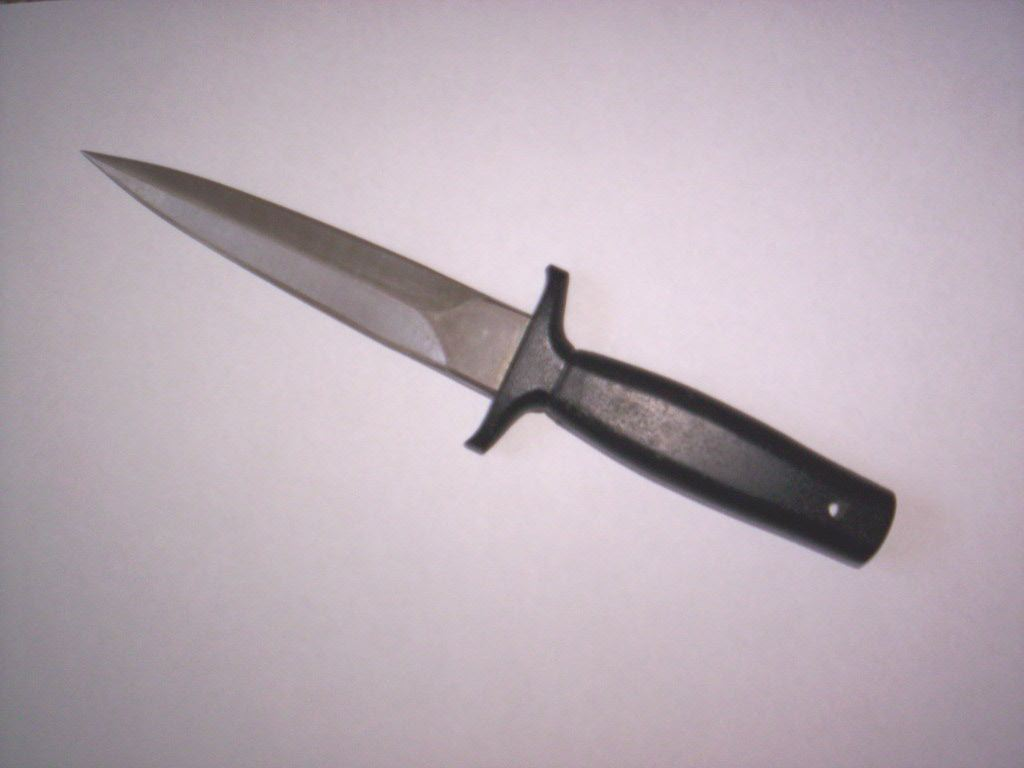
匕首在中国大陆属于管制刀具。

管制刀具是中华人民共和国司法部门对部分可造成较大杀伤力的刀具的统称，这类刀具一般禁止普通民众随身携带；即使是使用，也需要在一定范围内。

## 管制刀具认定
中华人民共和国公安部《管制刀具认定标准》所认定的“管制刀具”及规格如下：
- 匕首：带有刀柄、刀格和血槽，刀尖角度小于60°的单刃、双刃或多刃尖刀。
- 三棱刮刀：具有三个刀刃的机械加工用刀具。
- 带有自锁装置的弹簧刀（跳刀）：刀身展开或弹出后，可被刀柄内的弹簧或卡锁固定自锁的折叠刀具。
- 其他相类似的单刃、双刃、三棱尖刀：刀尖角度小于60°，刀身长度超过150mm的各类单刃、双刃和多刃刀具。
- 其他刀尖角度大于60°，刀身长度超过220mm的各类单刃、双刃和多刃刀具。

未开刀刃且刀尖倒角半径大于2.5mm的各类武术、工艺、礼品等刀具不属于管制刀具范畴。另外，部分少数民族使用的刀具的管制范围认定标准，由民族自治地方人民政府公安机关参照上述标准制定。

## 生产、经营及持有限制
根据中国公安部1983年颁布的《对部分刀具实行管制的暂行规定》，生产管制刀具必须经县、市以上主管部门审查同意和所在地县、市公安局批准，发给《特种刀具生产许可证》，方准生产；刀具样品及其说明（名称、规格、型号、用途、产量）须送所在地县、市公安局备案；产品须铸刻商标和号码（顺序号或批号）。经销管制刀具的商店，必须经县、市以上主管部门审查同意和所在地县、市公安局批准。购销要建立登记制度，备公安机关检查。
该规定还明确，除军警外，持有匕首的专业狩猎人员和地质、勘探等野外作业人员必须向由县以上主管单位出具证明，经县以上公安机关批准，发给《匕首佩带证》，方可佩戴使用；购买时应持有县、市公安局（或公安分局）颁发的《特种刀具购买证》。机械加工使用的三棱刮刀，只限工作人员在工作场所使用，不得随意带出；购买时应由单位开具介绍信。少数民族使用的刀具，只准在民族自治地方销售。
2002年11月，中国国务院《关于取消第一批行政审批项目的决定》（国发〔2002〕24号）中已将“特种刀具生产许可证核发”、“匕首佩戴证核发”、“管制刀具经销审批”、“特种刀具购买证核发”等项目取消，改以相关部门日常监管取代。但由于《对部分刀具实行管制的暂行规定》仍未被明令废止，故至今仍有地方按照这一规定对管制刀具进行管控，如甘肃省公安厅就曾援引这一规定告诫民众不要非法持有管制刀具。与此同时，由于《特种刀具生产许可证》等行政审批项目被撤销，再加上执法部门疏于监管、生产者和商家受暴利驱使、地下作坊层出不穷等问题，导致一些地方出现了管制刀具泛滥的情况。

## 相关罚则
《中华人民共和国刑法》第一百三十条规定：“非法携带枪支、弹药、管制刀具或者爆炸性、易燃性、放射性、毒害性、腐蚀性物品，进入公共场所或者公共交通工具，危及公共安全，情节严重的，处三年以下有期徒刑、拘役或者管制。”第二百九十七条规定：“违反法律规定，携带武器、管制刀具或者爆炸物参加集会、游行、示威的，处三年以下有期徒刑、拘役、管制或者剥夺政治权利。”
另外，《中华人民共和国治安管理处罚法》第三十二条规定：“非法携带枪支、弹药或者弩、匕首等国家规定的管制器具的，处五日以下拘留，可以并处五百元以下罚款；情节较轻的，处警告或者二百元以下罚款。非法携带枪支、弹药或者弩、匕首等国家规定的管制器具进入公共场所或者公共交通工具的，处五日以上十日以下拘留，可以并处五百元以下罚款。”